# Steglitz
Steglitz, Berlin-Steglitz – dzielnica (Ortsteil) Berlina w okręgu administracyjnym Steglitz-Zehlendorf. Od 1 października 1920 w granicach miasta.

## Historia
Na przełomie XIX i XX wieku tamtejsze gimnazjum przyczyniło się do powstania ruchu Wandervogel. W 1911 zmarł tutaj holenderski chemik i laureat Nagrody Nobla Jacobus van 't Hoff. 

## Transport
Przez dzielnicę przebiega linia U9 metra w Berlinie z następującymi stacjami:
- Schloßstraße
- Berlin Rathaus Steglitz